# Haggaeus redivivus
Haggaeus redivivus (Aggaeus znovu oživlý) je teologický traktát, jehož autorem je J. A. Komenský. Plný název tohoto nápravného a irénického díla je: Haggaeus redivivus, to jest Křesťanských vrchností, kněží Páně a všeho pobožného lidu, z antikristského babylónského zajetí a rozptýlení navrátilých, k živé a vroucí pokáním svatým horlivosti a k horlivému vzdělání a znovu spořádání domu Božího (jenž jest církev) horlivé a vroucí jménem Božím napomenutí.

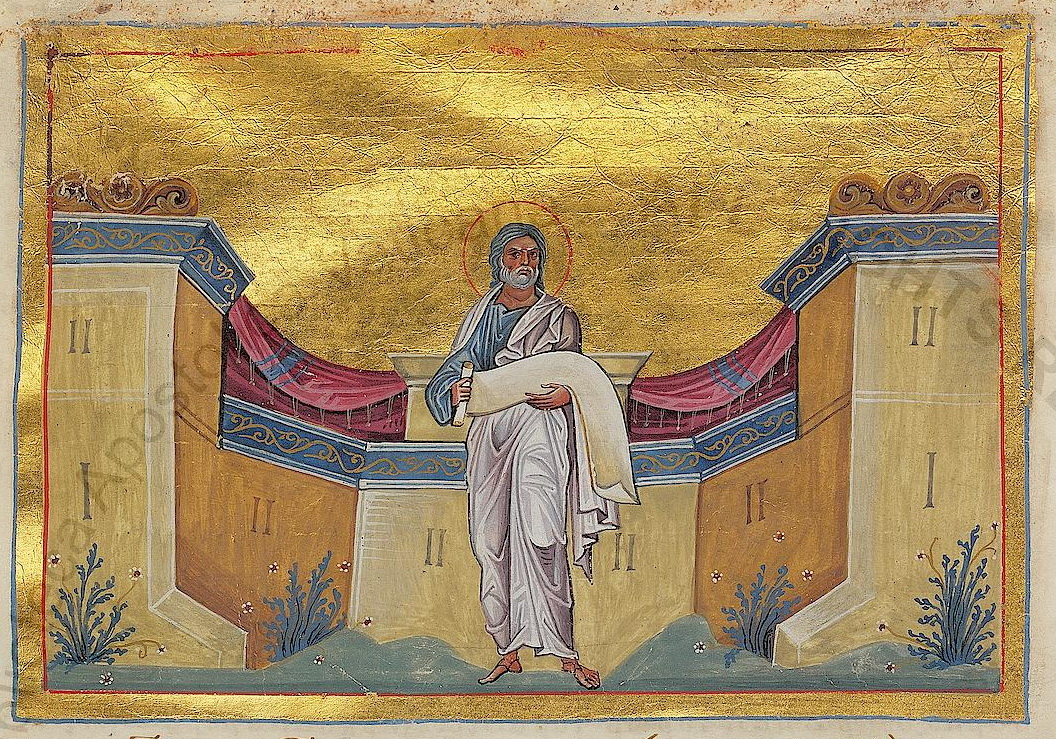
Haggaeus (Aggaeus), prorok

Rukopis vznikl na počátku roku 1632, kdy byla Praha a část Čech obsazena vojskem saského kurfiřta Jana Jiřího I. S vojskem se do vlasti vrátili i exulanti, kteří dne 20. listopadu 1631 sňali z mostecké věže dvanáct hlav popravených českých pánů a slavnostně je pohřbili v Týnském chrámu. Vracejícím se vyhnancům ale víc záleželo na tom, aby dostali zpět svůj zkonfiskovaný majetek a aby si nahradili, oč přišli. Saská okupace trvala od listopadu 1631 do května 1632, země byla drancována a český majetek odvážen do Saska. Do čela „duchovní obovy“ vyčerpaného národa se postavil kontroverzní Samuel Martinius z Dražova. V této (zprvu nadějné) době napsal Komenský své dílo, ve kterém situaci a pokleslý stav české země přirovnává k Izraelcům při návratu z babylonského zajetí. Komenský ústy starozákonního proroka Aggaea vybízí lid k obnově společnosti, mravní očistě, svornosti a předkládá českým bratrům zásady, jimiž se mají řídit.
V případech, kdy Komenský psal jménem Jednoty bratrské, bylo u Komenského obvyklé, že své jméno ve spisu neuváděl. O jeho autorství však není pochyb. Na bratrském synodu  konaném dne 6. října 1632 v Lešně se jednalo mimo jiné: „...o vydání Haggaea rediviva. Poněvadž se Bratří kněží přimlouvají a naděje vede, že by bez užitku nebylo, svoleno na to, však když toho bude čas, a aby ještě dobře přehlédnut byl, aby se nic nenalézalo, než, co by sloužilo k vzdělání". V pohnuté době však dílo tiskem vydáno nebylo a později, dne 22. května 1656, píše Komenský Figulovi, že spis „Haggaea rediviva“ ztratil s mnohými jinými spisy při požáru Lešna v dubnu 1656.
Rukopisný opis Haggaeus redivivus  byl nalezen a identifikován v roce 1892 v Žitavě. Je nepravděpodobné, že by v Žitavě (útočišti exulantů) byl opsán originální rukopis, jedná se o opis opisu, který zhotovil „Šimon Dolanský, kterýž toto psal v Žitavé, když v svém exilio živ byl“.
Tiskem vyšlo dílo poprvé v roce 1893 s předmluvou vydavatele;  třetí vydání vyšlo v roce 1952 pod názvem Obnova církve s předmluvou J. L. Hromádky.